# Gunzwil
Gunzwil foi uma comuna da Suíça, no Cantão Lucerna, com cerca de 1.889 habitantes. Estendia-se por uma área de 23,26 km², de densidade populacional de 81 hab/km². Confinava com as seguintes comunas: Beromünster, Eich, Ermensee, Geuensee, Menziken (AG), Neudorf, Rickenbach, Römerswil, Schenkon.
A língua oficial nesta comuna era o Alemão.

## História
Em 1 de janeiro de 2009, passou a formar parte da comuna de Beromünster.